# Nassau (îles Cook)
 (mars 2017).
Pour les articles homonymes, voir Nassau.
Nassau est un îlot corallien des îles Cook. Couvert de palmiers, principale ressource de l'île, il est d'une superficie de 1,3 km2. Nassau est situé à 84 km au sud-sud-est de Pukapuka et à 1 222 km au nord-nord-ouest de Rarotonga.

## Histoire
Selon la tradition, Nassau aurait toujours été la propriété de Pukapuka. Matāliki (Mata Aliki) lui-même, l'ancêtre fondateur de Pukapuka, aurait confié l'îlot à un certain Ngalewu. Celui-ci baptisa alors l'île Nuku O Ngalewu, "la terre de Ngalewu". Plus tard, à la suite d'un conflit, les liens entre les deux îles furent brisés. 
L'île qui s'appelle pour les Manihiki Te Motu Ngaongao, littéralement l'île déserte, était à l'origine inhabitée. 

### XIXesiècle
Le premier Européen à être passé au large de Nassau fut le capitaine (français ?) Louis de Coutances en 1803. Il ne débarqua pas mais baptisa l'île du nom de son navire, "Adèle". En 1823 ou 1827, le capitaine George Rule y fit également escale, renommant l'île en "Lydra". En 1834, ce fut ensuite le tour du capitaine américain Elihu Coffin de la rebaptiser en île Mitchell, du nom de son baleinier May Mitchell. Finalement un autre américain, le capitaine John D. Sampson, lui donna le nom de son navire, c’est-à-dire Nassau, appellation qu'elle a conservée jusqu'à nos jours.
Vers 1860, un groupe originaire de Manihiki, composé de six hommes et d'une femme s'installèrent à Nassau toujours inhabité. Ils y construisirent une chapelle et quelques huttes. Le missionnaire de la London Missionary Society, William Wyatt Gill leur rendit visite en 1862. L'historiographie perd ensuite leur trace. Toujours est-il qu'en 1876 un Américain occupa un temps Nassau et, aidé d'habitants de Pukapuka, y planta plus de 14 000 cocotiers ainsi que des bananiers. Là encore, l'historiographie perd la trace de cet Américain et des Pukapuka. 
Le 3 juin 1892, le capitaine Gibson du HMS Curaçao fit escale sur l'île inhabitée pour y proclamer officiellement le Protectorat britannique et son rattachement au reste des îles Cook. Nassau fut ensuite annexé par la Nouvelle-Zélande en 1901, comme l'ensemble de l'archipel.

### XXesiècle
En 1916, la Samoa Shipping and Trading Company loua l'îlot. Un certain F.L. McFall accompagné de vingt-deux insulaires et de quelques femmes et enfants, tous originaires des Samoa, des îles Ellice (Tuvalu) et Gilbert (Kiribati) furent envoyés sur l'îlot afin d'y récolter le copra. Ils restèrent sur place jusqu'en 1926. L'île fut de nouveau exploitée quelques mois en 1933 puis 1943 avant d'être de nouveau abandonnée. Ce n'est finalement qu'à partir de 1951 que Nassau fut habité en permanence par des familles originaires de Pukapuka et qui continuent encore aujourd'hui d'y exploiter le copra. L'île est aujourd'hui peuplée par environ 71 personnes en 2006 après avoir connu un pic de 170 habitants en 1966.

### XXIesiècle
En 2005, de même que Pukapuka, l'île subit de graves dommages lors du passage du cyclone Percy.

## Sources
- Alphons M.J. Kloosterman, "Discoverers of the Cook Islands and the names they gave", Cook Islands Library and Museum, Bulletin no 1, 1976.
- Richard Gilson, "The Cook Islands (1820-1950)", USP, 1980